# Japans herrlandslag i rugby union
Japans herrlandslag i rugby union representerar Japan i rugby union på herrsidan. Laget har varit med i alla världsmästerskap som har spelats hittills.
Laget spelade sin första match den 31 januari 1932 i Osaka, och vann med 9-8 mot Kanada.

### Fotnoter
1. ↑  ”Rugby International”. http://www.rugbyinternational.net/countries/japan.htm. Läst 26 augusti 2011.